# Apothekerschaltung
Die Apothekerschaltung ist eine in der Telekommunikation gebräuchliche Bezeichnung für die Umleitung eines Türrufs einer Tür-Freisprecheinrichtung (TFE) über eine Telefonanlage zu einem externen Teilnehmer.
Betätigt jemand den Klingelknopf an der TFE, so läuten ohne Apothekerschaltung nur Telefone einer Telefonanlage im Haus. Der Gerufene kann mit dem Besucher an der Haustüre sprechen, z. B. mit einem Schnurlostelefon auch vom Garten aus. Wenn in der Telefonanlage die Möglichkeit einer Apothekerschaltung vorgesehen ist, diese programmiert wurde und aktiviert ist, erfolgt beim Drücken des Klingelknopfes der Aufbau einer für den Betreiber kostenpflichtigen Verbindung über das Telefonnetz zu einem externen Teilnehmer. Dies kann sowohl ein Festnetzanschluss als auch ein Mobiltelefon sein. Häufig kann dann bei bestehender Sprechverbindung durch Wählen einer Codenummer vom Telefon aus ein elektrischer Türöffner betätigt werden. Manche Telefonanlagen unterbinden diese Möglichkeit der Fernöffnung aus Sicherheitsgründen, bei einigen muss diese Möglichkeit explizit freigegeben werden.
Diese besondere Anschaltung wurde zuerst bei Apotheken benutzt, wodurch der Name der Schaltung entstand. Ein Apotheker muss dann während des Bereitschaftsdienstes nicht die Nacht in der Apotheke verbringen, sondern wird durch den Türruf des Kunden auch in seinem Haus oder unterwegs erreicht. Dabei muss der Apotheker sicherstellen, dass er bei Nutzung der Apothekerschaltung die Apotheke schnell erreichen kann.